# نقعة آل البصري (ردمان)

تعديل مصدري - تعديل

نقعه ال البصري هي إحدى قرى عزلة الاغوال السفلى بمديرية ردمان التابعة لمحافظة البيضاء، بلغ تعداد سكانها 61 نسمة حسب تعداد اليمن لعام 2004.